# Lijst van voetbalinterlands Madagaskar - Swaziland
Deze lijst van voetbalinterlands is een overzicht van alle officiële voetbalwedstrijden tussen de nationale teams van Madagaskar en Swaziland. De landen hebben tot op heden elf keer tegen elkaar gespeeld. De eerste ontmoeting, een kwalificatiewedstrijd voor de Afrika Cup 1992, was op 14 april 1991 in Lobamba. Het laatste duel, een groepswedstrijd tijdens de COSAFA Cup 2025, werd gespeeld in Bloemfontein (Zuid-Afrika) op 9 juni 2025.

## Wedstrijden
| №  | Plaats       | Datum            | Competitie                                        | Wedstrijd              | Uitslag |
| -- | ------------ | ---------------- | ------------------------------------------------- | ---------------------- | ------- |
| 1  | Lobamba      | 14 april 1991    | Afrika Cup 1992 kwalificatie                      | Swaziland − Madagaskar | 0 − 1   |
| 2  | Manzini      | 2 augustus 1998  | Afrika Cup 2000 kwalificatie                      | Swaziland − Madagaskar | 1 − 2   |
| 3  | Antananarivo | 16 augustus 1998 | Afrika Cup 2000 kwalificatie                      | Madagaskar − Swaziland | 1 − 1   |
| 4  | Lobamba      | 13 juli 2003     | COSAFA Cup 2003                                   | Swaziland − Madagaskar | 2 − 0   |
| 5  | Gaborone     | 21 mei 2006      | COSAFA Cup 2006                                   | Madagaskar − Swaziland | 0 − 2   |
| 6  | Witbank      | 19 juli 2008     | COSAFA Cup 2008                                   | Madagaskar − Swaziland | 1 − 1   |
| 7  | Rustenburg   | 22 mei 2015      | COSAFA Cup 2015                                   | Madagaskar − Swaziland | 1 − 1   |
| 8  | Windhoek     | 16 juni 2016     | COSAFA Cup 2016                                   | Swaziland − Madagaskar | 1 − 0   |
| 9  | Mbombela     | 21 december 2024 | African Championship of Nations 2024 kwalificatie | Swaziland − Madagaskar | 0 − 2   |
| 10 | Saint Pierre | 29 december 2024 | African Championship of Nations 2024 kwalificatie | Madagaskar − Swaziland | 0 − 1   |
| 11 | Bloemfontein | 9 juni 2025      | COSAFA Cup 2025                                   | Madagaskar − Swaziland | 1 − 1   |

## Samenvatting
| Competitie                                   | Totaal gespeeld | Winst Madagaskar | Gelijk | Winst Swaziland | Doelsaldo Madagaskar – Swaziland |
| -------------------------------------------- | --------------- | ---------------- | ------ | --------------- | -------------------------------- |
| Afrika Cup-kwalificatie                      | 3               | 2                | 1      | 0               | 4 − 2                            |
| African Championship of Nations-kwalificatie | 2               | 1                | 0      | 1               | 2 − 1                            |
| COSAFA Cup                                   | 6               | 0                | 3      | 3               | 3 − 8                            |
| Totaal                                       | 11              | 3                | 4      | 4               | 9 − 11                           |

FMF · A-internationals · Malagassisch vrouwenelftal
1960 – 1969 ·
1970 – 1979 ·
1980 – 1989 ·
1990 – 1999 ·
2000 – 2009 ·
2010 – 2019 ·
2020 − 2029
1963 ·
1964 ·
1965 ·
1966 · 
1967 ·
1968 ·
1969 · 
1970 · 
1971 · 
1972 ·
1973 · 
1974 ·
1975 ·
1976 ·
1977 ·
1978 · 
1979 ·
1980 · 
1981 · 
1982 ·
1983 · 
1984 ·
1985 · 
1986 ·
1987 ·
1988 ·
1989 ·
1990 ·
1991 ·
1992 ·
1993 ·
1994 · 
1995 ·
1996 ·
1997 ·
1998 ·
1999 · 
2000 · 
2001 · 
2002 · 
2003 · 
2004 · 
2005 · 
2006 · 
2007 · 
2008 · 
2009 · 
2010 · 
2011 · 
2012 · 
2013 ·
2014 ·
2015 ·
2016 ·
2017 ·
2018 ·
2019 ·
2020 ·
2021 ·
2022 ·
2023 ·
2024
Algerije ·
Angola ·
Benin ·
Botswana ·
Burkina Faso ·
Burundi ·
Centraal-Afrikaanse Republiek ·
Comoren ·
Congo-Brazzaville ·
Congo-Kinshasa ·
Egypte ·
Equatoriaal-Guinea ·
Ethiopië ·
Gabon ·
Gambia ·
Ghana ·
Guinee ·
Iran ·
Ivoorkust ·
Kaapverdië ·
Kameroen ·
Kenia ·
Kosovo ·
Lesotho ·
Liberia ·
Luxemburg ·
Malawi · 
Mali · 
Mauritanië ·
Mauritius · 
Mozambique · 
Namibië · 
Niger ·
Nigeria · 
Oeganda · 
Rwanda ·
Sao Tomé en Principe ·
Senegal ·
Seychellen · 
Soedan ·
Swaziland · 
Tanzania · 
Togo · 
Tsjaad ·
Tunesië · 
Zambia · 
Zimbabwe · 
Zuid-Afrika
NFAS · 
Swazisch vrouwenelftal
1968 · 
1969 · 
1970 · 
1971 · 
1972 · 
1973 · 
1974 · 
1975 · 
1976 · 
1977 · 
1978 · 
1979 · 
1980 · 
1981 · 
1982 · 
1983 · 
1984 · 
1986 · 
1987 · 
1988 · 
1989 · 
1990 · 
1991 · 
1992 · 
1993 · 
1994 · 
1995 · 
1996 · 
1997 · 
1998 · 
1999 · 
2000 · 
2001 · 
2002 · 
2003 · 
2004 · 
2005 · 
2006 · 
2007 · 
2008 · 
2009 · 
2010 · 
2011 · 
2012 · 
2013 · 
2014 ·
2015 ·
2016 ·
2017 ·
2018 ·
2019 ·
2020 ·
2021 ·
2022 ·
2023 ·
2024
Angola ·
Botswana ·
Burkina Faso ·
Comoren ·
Congo-Brazzaville ·
Congo-Kinshasa ·
Djibouti ·
Egypte ·
Eritrea ·
Gabon ·
Ghana ·
Guinee ·
Guinee-Bissau ·
Kaapverdië ·
Kameroen ·
Kenia ·
Lesotho ·
Libië ·
Madagaskar ·
Malawi ·
Mali ·
Mauritius ·
Mozambique ·
Namibië ·
Niger ·
Nigeria ·
Senegal ·
Seychellen ·
Sierra Leone ·
Soedan ·
Somalië ·
Tanzania ·
Togo ·
Tunesië ·
Zambia ·
Zimbabwe ·
Zuid-Afrika